# BAMBI
BAMBI‏ (BMP and activin membrane bound inhibitor) هوَ بروتين يُشَفر بواسطة جين BAMBI في الإنسان.